# Casa fortificada la Garrofera
La casa fortificada la Garrofera és un edifici residencial fortificat, situat al terme municipal del Relleu, a la Marina Baixa (País Valencià); se'n desconeix la data de construcció.

## Descripció
Està en un paratge de secà, avui amb terrenys de labor en cultiu. Des d'aquest element no se n'albira cap altre de les mateixes característiques. Com altres torres del terme municipal es troba a l'interior, en valls tancades i lluny dels camins principals de pas.
Es tracta d'una edificació de planta quadrada, de tres plantes i coberta inclinada a quatre aigües. Disposa de tres buits per planta a la façana principal, on destaca l'accés acabat en arc rebaixat. En façanes laterals té quatre buits per planta. Les cantonades de la façana principal i els laterals compten amb garitons defensius.
La tipologia de la casa, igual que moltes altres del terme municipal, deriva de la masia catalana i disposa d'un ampli vestíbul al qual s'obren dues estances. Després del mur central es desenvolupa l'estar-cuina, on destaca la «llar» i, annex a aquest espai, el «pastador», on es preparava el pa i des d'on arrenca l'escala de comunicació entre les diferents plantes.